# 戴耀廷
戴耀廷（英語：Benny Tai Yiu-ting；1964年7月12日—），香港法學學者，政治人物，曾任香港大學法律學院副院長和副教授。
戴耀廷於2013年提出以「讓愛與和平佔領中環」而聞名，他認為香港若未能有「真正普選」，應該參與佔領行動以爭取2017年香港行政長官選舉得以有「真正選擇」。及後，戴耀廷繼續成為民主派的意見領袖，曾提出雷動計劃、風雲計劃及民主派35+初選等行動，屢遭中央政府、親建制派人士及媒體批评及攻擊。
2021年1月6日，戴耀廷與其他2020年立法會選舉民主派初選參與者因涉嫌根據國家安全法「串謀顛覆國家政權」被捕。2024年5月30日，47人案中45人被裁定罪成。戴耀廷、區諾軒、趙家賢、鍾錦麟、吳政亨被指是初選組織者，即「首要分子」，5名被告求情過程中，控辯雙方就戴耀廷是否為該案「首要分子」做出爭辯。
2024年11月19日，戴耀廷於西九龍裁判法院被判處「串謀顛覆國家政權」罪成，判處10年監禁。

## 背景
戴耀廷祖籍廣東省廣州市，在香港出生及長大，中學畢業於拔萃男書院，1980年代於香港大學獲得法律學士學位，當時擔任香港大學學生會的外務秘書，及後取得法律深造證書，及於倫敦大學獲得法律碩士學位。與戴耀廷為同屆的學生包括資深大律師、前律政司司長袁國強和香港傳媒人士劉進圖等等。其研究興趣為憲法、憲政、公法、法律和政治及宗教的關係、人權及參與式民主等。
戴耀廷自言在求學時期，與那個時代許多民主派人士一樣有濃烈的「中國情懷」，喜歡讀中文、中史。讀清朝歷史講到中國被列強入侵時「會很傷心」；講到日軍侵華時則希望中國日後可以強大。大學期間，吸收了更多民主自由的思想，並在愛國情懷中加添了一份批判，認為強大的中國不只是富國強兵，而是要讓它走向憲政。
戴耀廷自香港大學畢業後，曾經於民主派領袖李柱銘的辦公室擔任法案助理，也是《香港基本法諮詢委員會》的兩位學生代表之一。該段時期戴對一國兩制的實施帶有批判和懷疑，他在法律系的學士論文是研究一國兩制如何在台灣實施，認為在實施上要面對很多問題。一國兩制本身是充滿矛盾的產物，兩制衝突是必然。中港兩地無論經濟制度、社會狀況均有不少差異，要結合並不容易，戴稱「當時希望有一國兩制，但又不是天真到覺得一國兩制無問題。」
2006年，戴以學者身份協助教育電視製作面向全港中學生的「認識基本法」公民教育節目。
戴耀廷最高學位止於碩士，曾經多年擔任香港大學法律系副教授、並曾在2000年至2008年出任法律學院副院長。
2020年7月28日，校委會內部投票後，以18：2大比數決定即時解僱戴耀廷，令到戴耀廷喪失副教授的教席。由港大校長及師生組成的教務委員會，7月上旬曾就調查結果作討論，認為佔中案一事中，戴耀廷有「misconduct（行為不當）」，但未充分構成「好的因由」來建議解僱，但須由校委會作最終決定。最終戴耀廷教席不保，意味著校委會推翻教務委員會早前結論。戴耀廷在Facebook表示辭退的決定「並不是由香港大學，而是由大學以外的勢力透過它的代理人作出。」，形容是香港學術自由的終結。港大校務委員會本科生代表李梓成對結果感到失望及憤怒。港大回應指，大學於較早前因應法庭對該名教師的裁決，按照《香港大學條例》啓動「基於『好的因由』終止僱用一名教師的程序」（Procedures for the Termination of the Appointment of a Teacher for 'Good Cause'）。港大強調，調查工作按照程序規定，盡責妥善地執行。接受調查的大學人員有充分機會就個案的事實作出陳述，提交書面聲明和相關文件，以及利用書面或親身出席的方式，向大學負責調查事實的「探討充分解僱理由委員會」、教務委員會和校務委員會，就證據作出回應。香港中聯辦指出，香港大學校務委員會當日決定解僱戴耀廷，是懲惡揚善、順應民心的正義之舉。發言人表示，港大校委會通過嚴格規範的程序，把戴耀廷驅離講台、逐出校園，是對校規校紀嚴肅性的堅定維護，是對大學正常教學秩序和教學環境的淨化，體現了對大學之道的堅定捍衛和對香港社會整體利益的高度負責，符合公眾期盼，維護了社會公義。

## 推動「佔領中環」運動

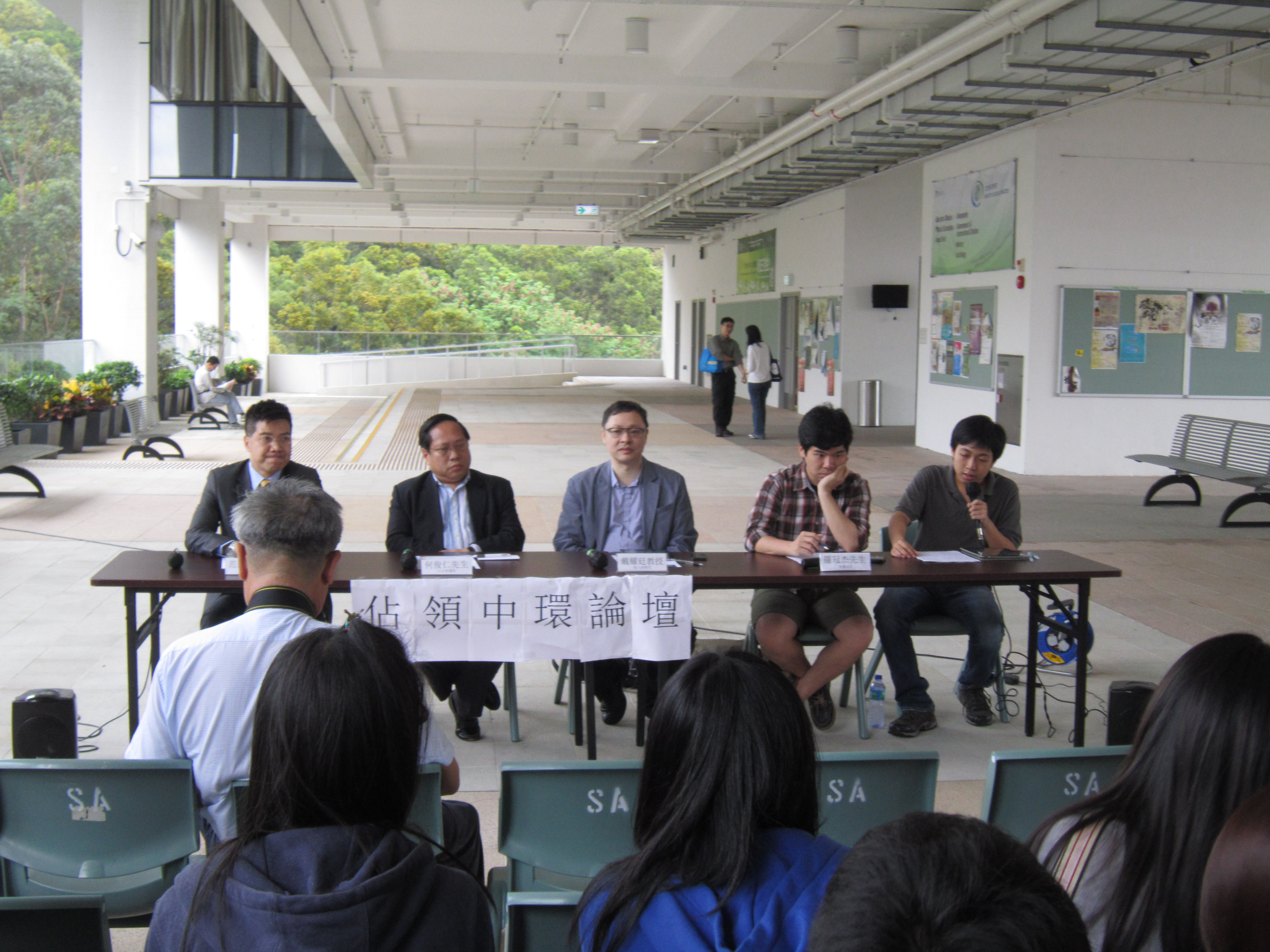
戴耀廷（中）出席在香港浸會大學舉行的佔領中環論壇（2013年4月）

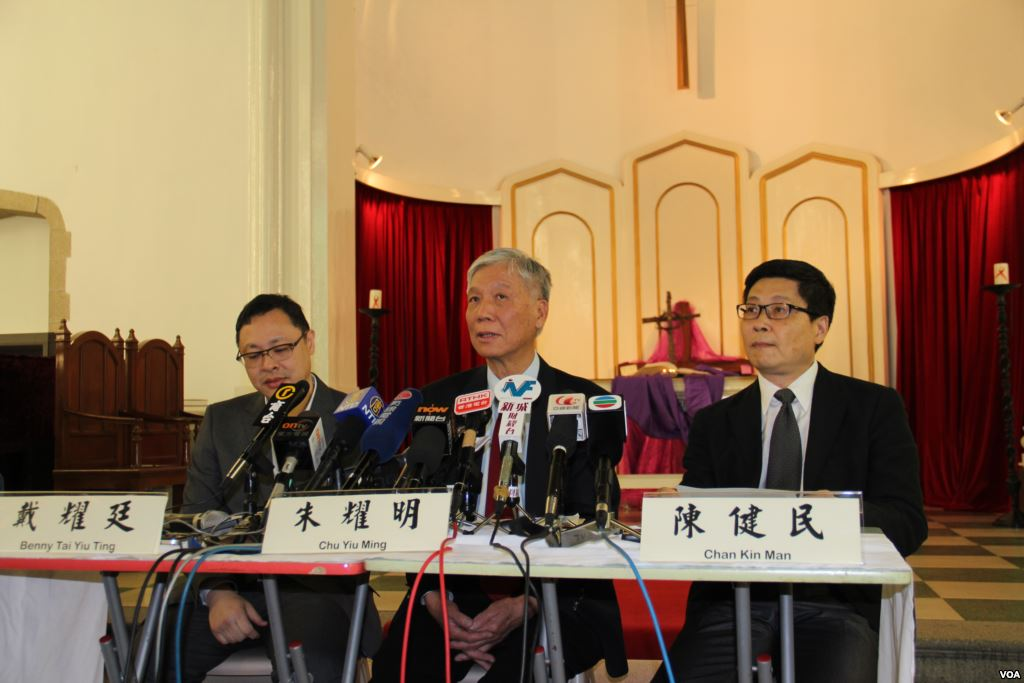
戴耀廷（左）是和平佔中三位發起人之一

戴耀廷於2013年1月16日在信報專欄拋出「要爭取香港落實真普選，可能要準備『殺傷力』更大的武器——佔領中環」。3月27日，他與香港中文大學副教授陳健民與牧師朱耀明等發布「讓愛與和平佔領中環」信念書。他說「佔中是為了不佔中，就是要透過對抗產生一種張力，佔中是未來的緊張，讓大家回到談判裡。」目的是「用運動帶動政治文化的轉變」。提出公民抗命的主張，表面上是對抗；但他重視的是民主的商討，透過討論過程，希望找到解決紛爭之方法。佔中運動有個社運少見的設計，他希望能募集一萬人願意簽下「誓約」，對外宣布自己支持非暴力佔中。如果最後真的必須走上街頭，40歲以上的人要走在前面，結束後這一萬人要負起責任，一起走到警察局去投案，聽從警方處理。「我們這一代願意為下一代付出代價」。李柱銘資深大律師與天主教香港教區前主教陳日君樞機等均表態支持。戴耀廷說「這不算是個政治活動，對我自己而言，這是一個宗教活動，我在傳道。我把我一生所教都放進去了。因為《聖經》裡說，要行公義（Do justice），重點是要行動。」

### 商討及公投
2013年6月至2014年5月，在學校教參與式民主的戴舉辦了「商討日」。700多個來自各個不同團體的群眾，加上200位義工，分為40個小組討論7大議題。除了主辦單位，沒有人致詞，不分階級做討論，家庭主婦身邊坐的可能是立法會議員，也可能是商人或小學老師。他也設計一套模式，讓各民間、社區組織自行舉辦「商討日」。
2014年6月22日，和平佔中委托香港大學民意研究計劃舉辦6.22民間全民投票，以選擇民間認可普選方案。

### 啟動
2014年8月31日，中华人民共和国全国人民代表大会常务委员会決定，2017年香港行政长官选举必須先經提名委员会提名，並規定了提名委员会之構成，候選人須獲過半委员提名，最多有三名候選人。2014年9月2日，戴耀廷承認，逼迫北京讓步之策略目標已經失敗，而市民對他們靜坐示威之支持度也在下降。北京不妥協之立場導致「加入抗議行列的人數將比預期少，因為香港人思維講究務實。」戴表示會在公眾假期行動，令更多人能參加，當時傳聞是10月1日。
2014年9月26日晚上，學界罷課集會演變成重奪「公民廣場」行動。9月27日，添美道聲援集會氣氛趨向熾熱。9月28日凌晨1時，戴耀廷與陳健民、朱耀明宣布即時啟動「佔領中環」，並提出兩點訴求：一、撤回人大常委會政改決定，二、馬上重新啟動政改諮詢。此舉引起部分學生不滿，質疑「佔中」騎劫罷課集會，戴耀廷否認此說，強調佔中與罷課目標一致，並對學生表示感激。其後9·28催淚彈驅散行動演變成雨傘革命，戴耀廷對此感觸，承認情況失控超出想像，但對港人爭取政治改革之決心深感自豪。

### 捐款
2014年10月月底，一名自稱「一個愛大學的學者」向部份香港傳媒提供一批香港大學內部文件及電子郵件紀錄，涉及戴耀廷於2013年5月及2014年1月收取一份捐予港大民意研究計劃、法律學院和人文學院，合共145萬港元的匿名捐款，主要用於2014年6.22民間全民投票及和平佔中前期會議。和平佔中解釋，該批款項由「佔中三子」之一的朱耀明捐出，當中130萬港元來自支持朱耀明推動香港民主發展的熱心市民，另外15萬港元在朱耀明壽宴上籌得。該批外洩內部文件亦顯示，香港大學知悉該4筆匿名捐款，至同年12月月底，香港大學校務委員會決定由轄下的審核委員會審核該些捐款有否違反規條。
2015年3月25日，香港大學校務委員會討論朱耀明捐款審核報告，其中兩筆合共35萬港元捐予人文學院的款項被指控為用作聘用研究助理，在佔領中環期間則成為戴耀廷的秘書，涉嫌公器私用，並不符合捐款原意。校務委員會於當日突然將該份審核報告由終期報告改稱中期報告，並且要求審核委員會提供終極報告，以釐清戴耀廷的責任所在，校委會借此事拖延任命陳文敏為副校長。

### 审判
戴耀廷被控于2014年9月27至28日期间，于中环金钟不同地点“煽惑他人”或“煽惑他人煽惑”非法阻碍行车道。2019年4月9日，西九龙裁判法院裁定戴耀廷在“串谋犯公众妨扰罪”、“煽惑他人犯公众妨扰罪”罪名成立。4月24日，戴耀廷被判监16个月。服刑四个月后，戴耀廷于2019年8月15日获得法官批准以10万港元保释等候上诉，并交出旅游证件，不可离开香港。戴耀廷的上訴聆訊定於2020年2月24日至26日進行。2021年4月30日，香港高等法院駁回戴耀廷的上訴。戴耀廷原本獲准擔保等候上訴結果，但擔保在上訴聆訊最後一天被撤銷。

## 雷動計劃

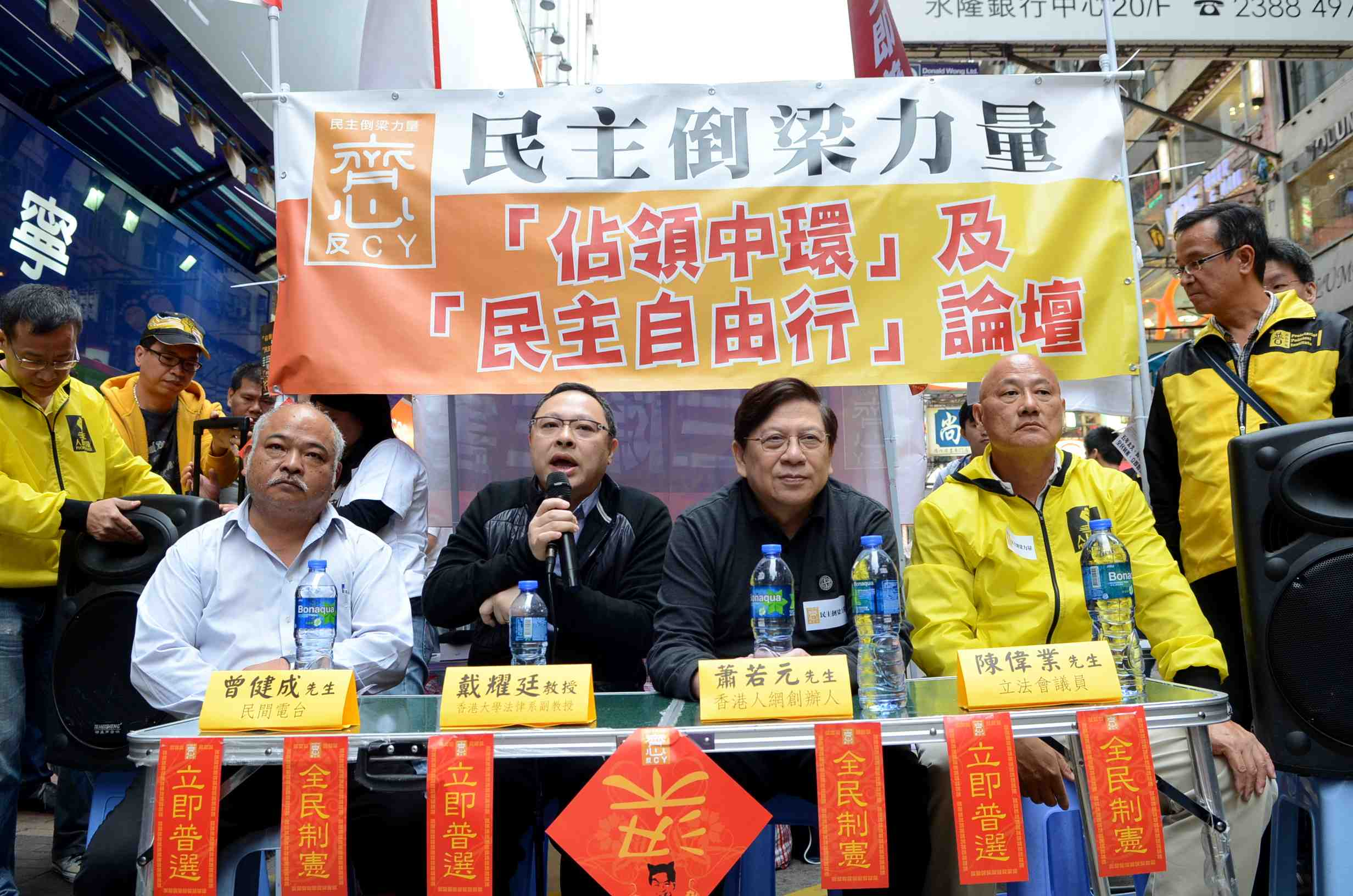
戴耀廷（左二）在旺角西洋菜南街出席「倒梁論壇」（2013年2月）

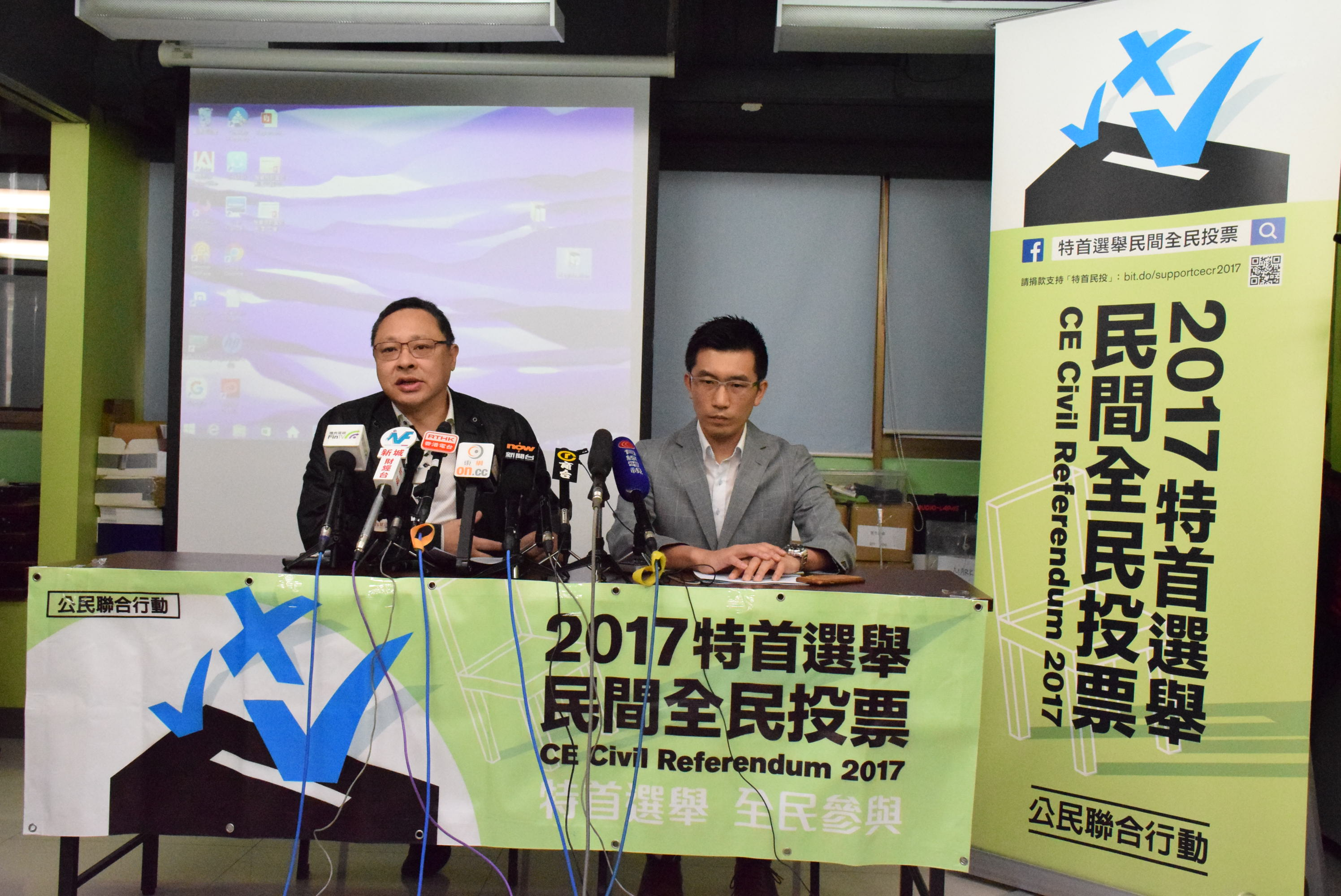
戴耀廷（左）任香港公民聯合行動發言人並出席「2017特首選舉民間全民投票」記者會

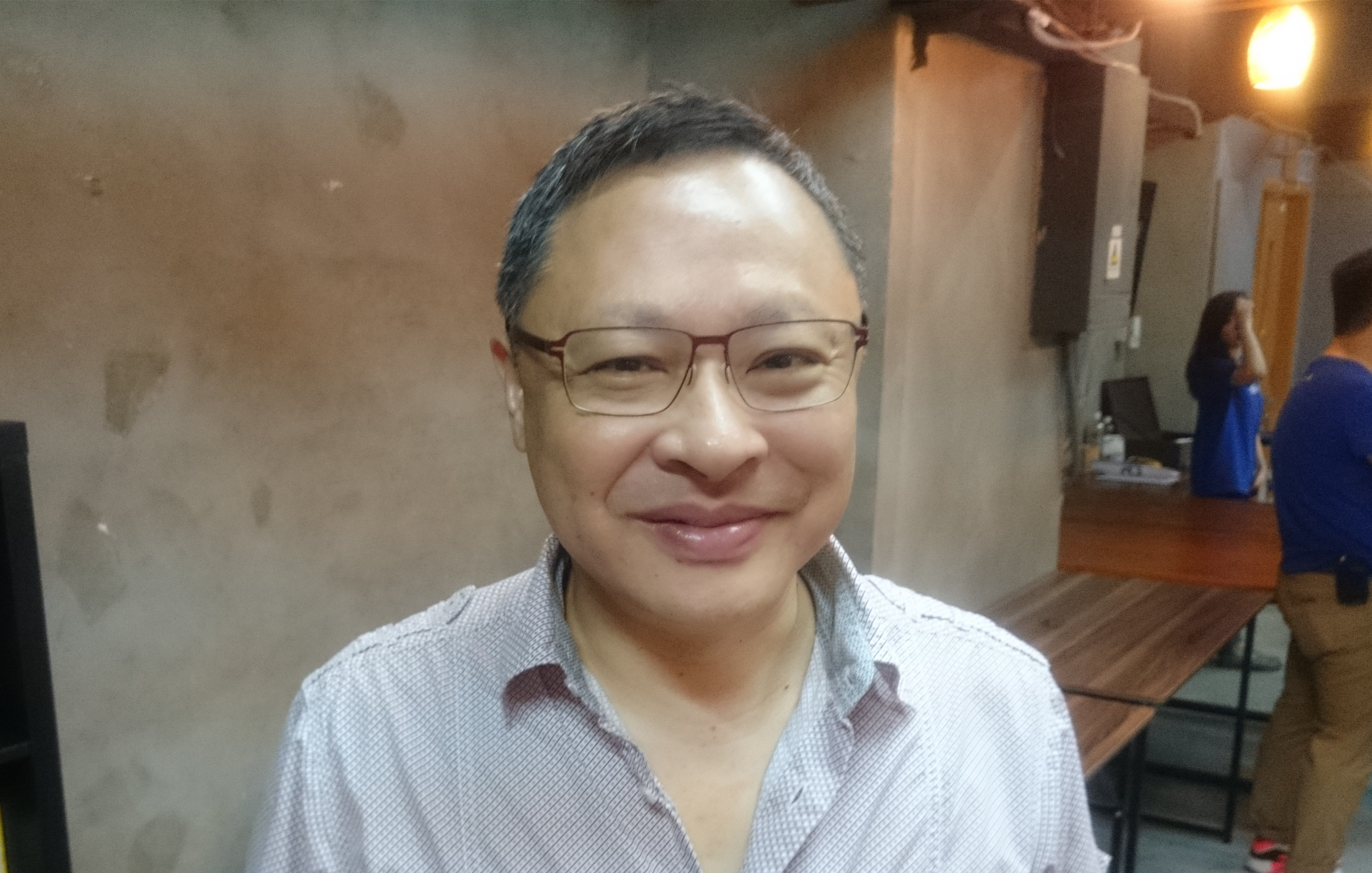
戴耀廷於社區網絡聯盟成立典禮

戴耀廷於2016年2月提出雷動計劃，以策略配票，爭取非建制派於2016年香港立法會選舉取得達半議席。
2021年7月，他與另外兩人被廉政公署起訴。戴耀廷於2022年4月25日在區域法院承認四項在選舉中作出招致選舉開支的非法行為罪名，5月24日被判囚10個月。

## 風雲計劃
2017年4月18日，戴耀廷提出風雲計劃。民主派要在2019年區議會選舉中，在港九、新界分別贏得105個、112個或以上的民選議席，使民主派在2021年取得選委會第四界別政界中港九各區議會、新界各區議會的57個及60個選委席位，總席位由300多個增至500多個，最終阻止北京政府操控2022年的特首選舉，迫使当局改革現行制度以達真普選。戴耀廷為此開設了培訓班，協助有志參選者出戰區議會。中國大陸媒體環球視野認為這完全就是港獨奪權計劃。結果2019年6月開始爆發反對逃犯條例修訂草案運動，市民對政府及建制派的空前不滿，以及歷史性的投票率，使民主派在選舉取得壓倒性勝利。

## 著作
- 《香港憲政的未來系列之三：兩制與一國的未來》（2015）
- 《香港憲政的未來系列之二：民主的未來》（2015）
- 《香港憲政的未來系列之一：法治的未來》（2015）
- 《憲政・中國：從現代化及文化轉變看中國憲政發展》（2012）
- 《司法覆核與良好管治》（2012）
- 《香港特區的法律制度》（羅敏威合著，2011）
- 《香港的憲政之路》（2010）
- 《法治心：超越法律條文與制度的價值》（2010）
- 《信仰與法律：基督徒在多元社會的公共角色》（2007）
- 《平權？霸權？：審視同性戀議題》（關啟文、康貴華合著，明光社，2005）
- 《佔領中環: 和平抗爭心戰室》（2013）

## 爭議

### 建制媒體指控其獲美國納稅人資助

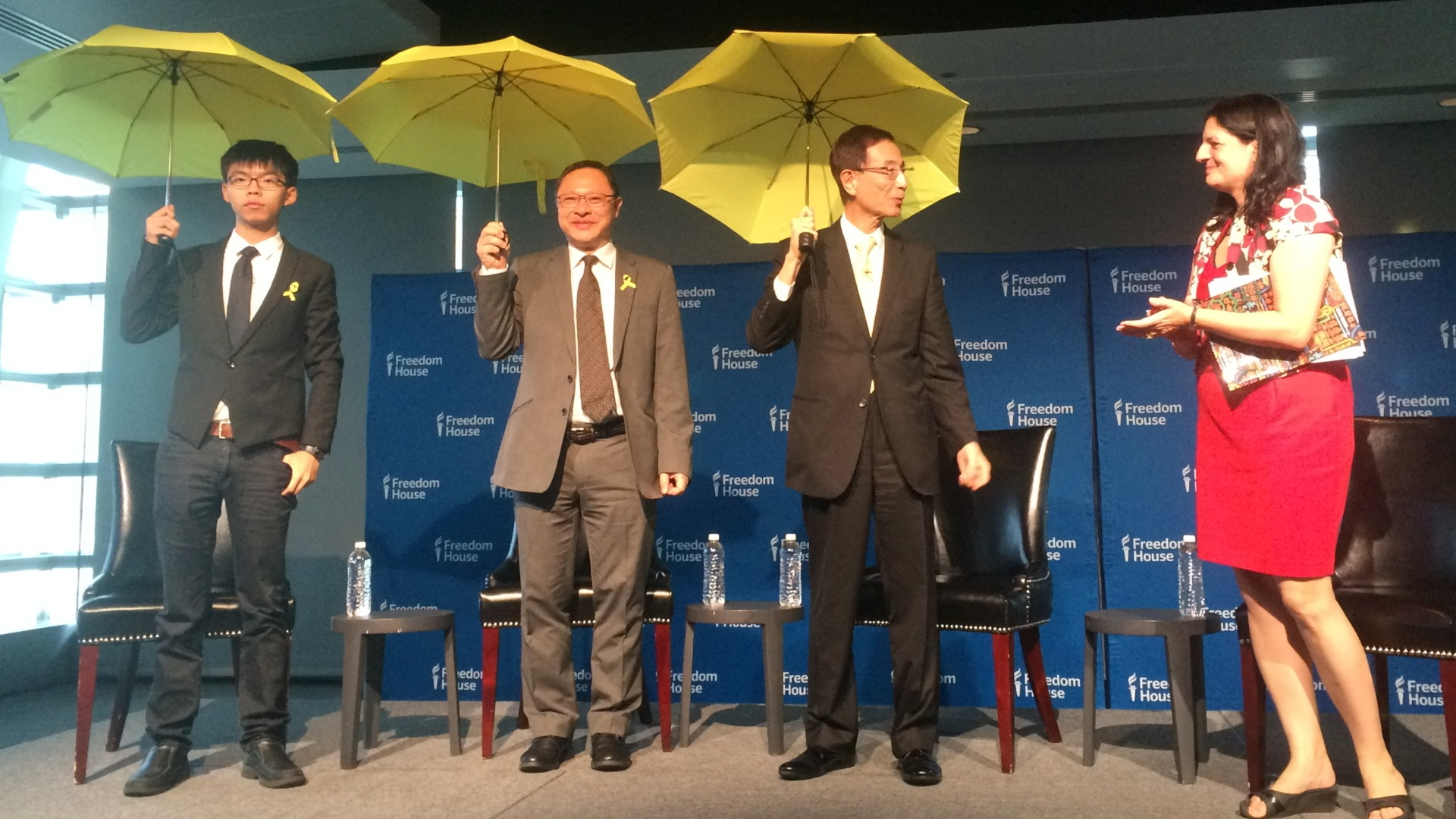
戴耀廷（左二）與民主黨創黨主席李柱銘及前學民思潮召集人黃之鋒出席自由之家在美國新聞博物館舉辦的75週年慶祝特別活動（2015年9月）

- 《东方日报》报道聲稱，著名反西方的一人地缘政治博客Land Destroyer博主卡塔卢奇（Tony Cartalucci）（真名：Brian Joseph Thomas Berletic）指出戴耀廷曾經多次出席美国国务院辖下的国家民主基金会及美国国际民主研究院（NDI）在香港所举办的论坛及活动。[32]
- 《大公报》2014年11月7日报道聲稱该报获得一份机密报告，显示国家民主基金会旗下的国际民主研究院於2006年已經在香港为推动占領中環准备，并且于2007年启动青年公共参与计划。2012年国家民主基金会投放46万美元予国际民主研究院，推动香港学生参与政治，项目包括：资助香港大學法律学院比较法与公法研究中心成立香港人讲及普选的网上平台等，而佔領中環的始作俑者戴耀廷就长期是比较法与公法研究中心成员。这份112页的英文报告顯示，社交媒体在抗议运动中成为重要的工具，美国政府通过“港人讲普选”，与“占中”示威者建立直接联系，多年来通过国家民主基金会的资金支持和国际民主研究院的执行工作，美国政府骑劫香港整个民主发展的讨论。[33]
- 凤凰网聲稱戴耀廷的争取民主是争取美国操纵的民主，当美国的政治傀儡。[34]

### 法治理念
2015年3月26日，香港立法會會議討論有關於通識科的議案，動議的親政府西九新動力召集人立法會議員梁美芬指出，通識科自推行以來，無論在課程設計、教學範圍、考核方式及師資培訓方面，備受建制派議員批評和引起親政府支持者爭議，擔心部分教師藉此宣傳個人政治理念，為學生「洗腦」。梁美芬點名批評戴耀廷曾經到訪過逾百間學校以港大法律教授身份講解法治理念，梁美芬議員繼而認為通識科存在著極大問題。

### 承擔佔中法律責任
2017年8月17日，香港眾志秘書長黃之鋒、主席羅冠聰及學聯前秘書長周永康因重奪「公民廣場」行動，分別被判6至8個月。戴耀廷表示，在發動佔領中環運動時，因為香港作為一個普通法地區，根據以往案例，並沒有預計會有判監的刑責，直言「冇諗過判咁重」，並指自己願承擔合乎比例的刑責，及呼籲群眾向法庭施壓。戴回應石永泰言論時指出，不應將所有責任推予抗爭者，在今次公民抗命中，所有香港人都要負上責任。此外，在8月22日，在港鐵香港大學站外圍欄出現一張大型橫額，印有「佔中三子」肖像，以及「佢哋子女在家睇，別人子女留案底」字句，指控戴耀廷等人令別人子女留下案底，而自己子女卻沒有參加。佔領運動爆發時，戴耀廷長女湯也在澳洲買即日機票回香港打氣，並寫下《我的爸爸》一文，二子負責在雨傘革命佔領區照顧戴耀廷起居飲食，幼子亦曾到佔領區向父傾訴，不解為何父親做正事但被攻擊。在極具爭議下，戴耀廷被判以“串謀犯公眾妨擾罪”、“煽惑他人犯公眾妨擾罪”罪成，判監十六個月。及後香港大學校務委員會於2020年7月28日開會，以大比數18票對2票通過推翻教務委員會早前結論，即時解僱戴耀廷以及停止向戴發放薪金及福利。事件亦引起公眾批評港大執行政治打壓操作。

### 民主自決言論
戴耀廷在2018年3月25日出席由台灣青年反共救國團舉辦的「港澳中、各民族及台灣自由人權論壇」並發言，他認為香港民主運動應定位為「反專制運動」，中國目前的專制政權終會結束，中國「必會成為一個民主的國家」，屆時中國大陸不同族群包括上海、香港可實現民主普選及「人民自決」，各族群可以決定用何關係連繫在一起，「我們可以考慮是否成為獨立國家，或與中國其他地區的族群組成聯邦或歐盟式邦聯」。他稱早已在香港報章發表過有關言論，故在台灣的發言並非新觀點。香港政府發言人回應稱對有關言論感震驚，予以強烈譴責。戴質疑政府打壓言論自由及是否為了在未來進行23條立法做勢，他另在facebook發表立場稱不贊同港獨也不會推動自決公投，因為現在不存在條件，但「未來不可能知道，因為從人類歷史看，沒有領袖能不死，沒有政權可不倒，也沒有政制會不變。」
結果事件持續發酵，2018年3月31日，国务院港澳事务办公室亦发稿强烈谴责，称其“充分暴露了其分裂国家的企图，对此类活动绝不能置若罔闻、纵容姑息。”同日戴耀廷再在facebook撰文，稱在境外參加公民社會團體時所發表的言論連日來被傳媒跟蹤和政府抨擊「感到極度震驚」，令人極度擔憂香港是否已到了以言入罪的地步，甚至日後再不能發表批評和反對當權者的意見，甚至必須發表迎合當權者的意見。建制派41名議員聯署強烈譴責戴的言論，批評其言行違背國家和香港利益，劉兆佳指戴言論敏感觸動中央神經。《环球时报》评论称应当将戴耀廷逐出香港大学校园，《人民日报海外版》亦撰文抨擊。戴反駁指文革式批鬥可能已在他身上開始，自喻為「殺雞儆猴」的「雞」，目的是製造寒蟬效應，他承認言論觸碰了紅線，但沒有違反香港法律，更認為針對他的政治行動是為「加辣版」《基本法》23條鋪路。
2018年4月3日，香港教育專業人員協會發表聲明，指港人的言論自由受《基本法》及《公民權利及政治權利國際公約》保障。譴責特區政府、港澳辦、中聯辦、建制派及党媒，對戴耀廷早前在台灣一個論壇上的發言，上綱上線、斷章取義，製造寒蟬效應。
2018年4月6日，行政長官林鄭月娥出席活動後，譴責戴耀廷在台出席的活動時作出「港獨」言論，她強調特區政府有責任維護國家利益，政府必須及有責任「以正視聽」，指自己是親自在網上看過戴的言論後，認為言論不可接受，同意港府發聲明予以譴責。戴耀廷在社交媒體回應林鄭月娥的言論，稱感「極度失望」，認為林鄭月娥只是根據他在論壇發表的簡短言論便譴責，「是否斷章取義？」
《端傳媒》有評論文章指出：製造港獨分子是建制派的輿戰策略，他們鎖定批鬥對象後，通過採取各種扭曲事實的手法，指控其「支持港獨」。而後各界的親中派會透過各種渠道譴責之，令無暇瞭解事件細節的市民得到一種模糊而扭曲的印象。
評論稱，建制派及譴責者不但可以向中央及中共示好、打擊非建制派，貶低非建制派在普遍香港市民心中的形象、製造「寒蟬效應」，更可令市民厭惡政治並愈益冷漠。評論還指出，這種做法與特朗普團隊在選戰期間打擊政敵和鼓動民眾的方式非常類似。

### 民主派35+初選與被捕
初選前夕，戴耀廷於2020年4月28日在《蘋果日報》發表題為「真攬炒十步 這是香港宿命」文章，提出「攬炒十步曲」方針，計劃在民主派成功取得35席前後推動，以達致香港政府及社會徹底癱瘓，引發外國政府制裁中共政府。
2021年1月6日因早前組織及策劃立會初選涉嫌違犯中華人民共和國香港特別行政區維護國家安全法而被香港警方拘捕，2月底被拒保釋並一直還押至今。惟過往民主派及建制派在選舉前均屢次舉辦黨內外之初選，以決定參選人，事件被媒體稱為「民主派初選大搜捕」或「35+大搜捕」。
2024年5月30日，初選案47名被告中45人被宣判罪成，戴耀廷等5名被指是初選組織者的被告，均希望不被視作第一級，戴耀廷更稱他並無參與初選，自覺只是第三級別的「其他參與者」，認為應只被判囚2年。辯雙方就戴耀廷是否為該案「首要分子」做出爭辯，控方指戴耀廷不是「首要分子」有違常理，法官質疑該説法，擔心人人都説自己不是「首要分子」，控方又可能會上訴。
2024年11月19日，替代高院的西九龍裁判法院法官裁定戴耀廷為「首要分子」，判囚10年，在「35+」案罪成的45人中刑期最重。

## 榮譽
在2001年，香港特區政府因其在推動基本法及人權方面的公民教育，向其頒授榮譽勳章。后由於戴耀廷曾於佔中九子案及雷動計劃案分別被判囚，政府於2022年6月10日刊憲撤銷其勳銜。

## 外部連結
- 戴耀廷（页面存档备份，存于） 新報人 (浸大新聞系學生作品庫)
- Benny Tai（页面存档备份，存于） The Young Reporter (HKBU Journalism Student Publication Archive)